# Eric F. Wieschaus
Eric Francis Wieschaus (* 8. června 1947) je americký molekulární a vývojový biolog, nositel Nobelovy ceny za fyziologii a lékařství za rok 1995. Spolu s ním cenu za výzkum genetické kontroly vývoje embrya získali Christiane Nüssleinová-Volhardová a Edward B. Lewis. Jejich práce má zásadní význam pro vývojovou genetiku a výzkum vrozených vývojových vad.
Eric F. Wieschaus je profesorem Princetonské univerzity. Jeho manželkou je Gertrud Schüpbachová, rovněž významná molekulární bioložka.

## Biografie
Eric Wieschaus se narodil 8. června 1947 v South Bendu v Indianě.  Když mu bylo šest let, jeho rodina se přestěhovala do Birminghamu v Alabamě. Volný čas trávil malováním a skicováním a chtěl se stát umělcem. Navštěvoval katolickou střední školu Johna Carrolla v Birminghamu v Alabamě. O vědu se začal zajímat po účasti na letním programu financovaném Národní vědeckou nadací, kde dostal příležitost pracovat v neurobiologické laboratoři, a rozhodl se studovat přírodní vědy na vysoké škole. Bakalářský titul z biologie získal na katolické univerzitě v Notre Dame v Indianně (1969) a doktorát z biologie na Yaleově univerzitě (1974).
V roce 1978 nastoupil na své první samostatné pracoviště v Evropské laboratoři molekulární biologie v německém Heidelbergu, kde spolu s Christiane Nüssleinovou-Volhardovou prováděli rozsáhlé mutagenetické experimenty s cílem najít vývojové mutanty octomilky (Drosophila melanogaster). Velká část jejich výzkumu byla zaměřena na uspořádání genů, k němuž dochází v raném embryonálním stadiu drozofily. Většina genových produktů, které embryo v těchto fázích využívá, je přítomna již v neoplozeném vajíčku a vznikla mateřskou transkripcí během oogeneze. Malý počet genových produktů je však dodáván transkripcí v samotném embryu. Wieschaus se zaměřil na tyto „zygoticky“ aktivní geny, protože se domníval, že časový a prostorový vzorec jejich transkripce může být spouštěcím mechanismem, který řídí normální sled embryonálního vývoje.
Společně vynalezli postup zvaný saturační screening (často označovaný jako „Heidelberský screening“), při němž vytvářeli mutace v genech dospělých mušek, aby mohli pozorovat jejich dopad na potomstvo. Pomocí této metody a také duálního mikroskopu, který jim umožnil zkoumat vzorky společně, identifikovali v chromozomech octomilek 20 000 genů. V roce 1980 se jim podařilo identifikovat a klasifikovat 15 genů, které řídí vývoj nové mušky, a podrobně pochopit, jak geny určují tvar embrya. Výsledkem jejich práce bylo objasnění mechanismu, který se podílí na časném embryonálním vývoji drozofily a tato práce pomohla vědcům lépe pochopit vrozené mutace i u jiných živočichů, včetně člověka. V roce 1995 byla Wieschausovi spolu s Nüssleinovou-Volhardovous a Edwardem Lewisem udělena Nobelova cena za fyziologii a lékařství za výzkum genetické kontroly embryonálního vývoje. Edward Lewis pracoval nezávisle na Kalifornském technologickém institutu a objevil u octomilek skupinu genů, jež fungují jako hlavní regulátory vývoje embrya.
V roce 1981 se Wieschaus vrátil do USA  jako odborný asistent na Princetonskou univerzitu a později se zde stal docentem (1983) a řádným profesorem (1987). Ve svém výzkumu se nadále zaměřuje na vývoj a roli jednotlivých genů během embryogeneze. Jeho práce přinesly poznatky o důležitých buněčných signálních drahách jako wingless a hedgehog. Tyto dráhy nejenže řídí řadu vývojových procesů u obratlovců, ale také se ukázalo, že se podílí na některých onemocněních, například na vzniku rakovinay. Inhibice signalizace hedgehog se používá k léčbě rakoviny kůže.
Wieschaus je ženatý s molekulární bioložkou Gertrudou Schüpbachovou, která je rovněž profesorkou molekulární biologie na Princetonské univerzitě a zabývá se oogenezí drozofily. Mají tři dcery. Wieschaus věří, že jeho láska k umění posílila jeho vědecké schopnosti, zejména pokud jde o „vidění“ věcí. Stále maluje a věnuje se úpravě obrázků a prezentaci dat ze své laboratoře. Do práce jezdí na kole.

## Vyznamenání a ocenění (výběr)
- 1993 –  člen Americké akademie umění a vědy[10]
- 1994 –  člen Národní akademie věd USA
- 1995 – Nobeléva cena za fyziologii a lékařství
- 1998 – člen Americké filozofické společnosti[11]
- 1999 – Mendelova medaile[12]